# Michał Pyrzyk
Michał Pyrzyk (ur. 7 czerwca 1975 w Poznaniu) – polski polityk i samorządowiec, w latach 2005–2006 starosta słupecki, w latach 2006–2023 burmistrz Słupcy, poseł na Sejm X kadencji.

## Życiorys
Dzieciństwo spędził w Pyzdrach, uczył się w Liceum Ogólnokształcącym im. Henryka Sienkiewicza we Wrześni. Z wykształcenia prawnik, ukończył studia na Wydziale Prawa i Administracji Uniwersytetu im. Adama Mickiewicza w Poznaniu. Dołączył do Polskiego Stronnictwa Ludowego. Pracował w starostwie powiatowym, a także jako kierownik biura powiatowego ARiMR. Następnie przez trzy lata pełnił funkcję sekretarza powiatu słupeckiego. W 2005, po wyborze Eugeniusza Grzeszczaka do Sejmu, zastąpił go na funkcji starosty tego powiatu, stanowisko to zajmował do 2006.
W drugiej turze wyborów samorządowych w 2006 został wybrany na urząd burmistrza Słupcy. Z powodzeniem ubiegał się o reelekcję w 2010, 2014 i 2018 (każdorazowo wygrywając w pierwszej turze). W 2006, 2010 i 2014 uzyskiwał również mandat radnego powiatu, którego nie wykonywał z uwagi na niepołączalność funkcji. W 2019 bez powodzenia kandydował z listy PSL na posła.
W wyborach parlamentarnych w 2023 został wybrany do Sejmu X kadencji z okręgu konińskiego, kandydując z drugiego miejsca na liście Trzeciej Drogi i zdobywając 10 304 głosy. W 2024 z ramienia tej koalicji bez powodzenia startował w wyborach do Parlamentu Europejskiego z okręgu nr 7.